# Іванникова Людмила Володимирівна
Людмила Володимирівна Іванникова (10 травня 1963, с. Губча Старокостянтинівського району Хмельницької області) — фольклорист, етнограф, педагог, кандидатка філологічних наук, старша наукова співробітниця відділу фольклористики Інституту мистецтвознавства, фольклористики та етнології імені М. Т. Рильського НАН України.
Інвалід по зору, член Українського товариства сліпих (УТОС).
Коло наукових досліджень: історія фольклористики, популяризація фольклору.

## Життєпис
1981-1985 — працювала на посаді педагога-організатора в освітніх закладах Хмельницької області; позаштатною кореспонденткою районної та молодіжної газет;
1988 — закінчила Київський національний університет імені Тараса Шевченка, філологічний факультет, спеціальність «фольклористика»;
1988–1990 — учителька української мови, літератури та народознавства школи с. Гнідин Бориспільського р-ну Київської обл., керівниця дитячого фольклорного хору «Родина» та ансамблю сопілкарів;
1990-1995 — проводить лекційні студії на курсах підвищення кваліфікації вчителів у Києві, Чернігові, Запоріжжі,Дніпропетровську, Харкові, Черкасах та ін.

## Наукова діяльність
1992-1995 — авторка першої в Україні програми та методичного посібника по проведенню уроків народознавства;
1994 — закінчила аспірантуру при відділі фольклористики ІМФЕ НАН України, отримала вчене звання «науковий співробітник»;
1995 — переклад з церковно-слов'янської мови «Православного молитвослова»;
1996 — захистила кандидатську дисертацію з теми «Фольклористична діяльність Я. П. Новицького»;
2000 — лауреатка літературно-мистецької премії імені Олени Пчілки за книгу «Ой на Івана, та й на Купала»;
2001 — закінчила докторантуру при відділі фольклористики ІМФЕ НАН України;
1989-2009 — запис і публікація усних спогадів про Голодомор в Україні (1932–1933), зібраних у різних регіонах України (Звенигородський, Уманський, Білоцерківський, Бориспільський, Старокостянтинівський та ін.);
2013 — старша наукова співробітниця вище зазначеного інституту.

## Науковий і творчий доробки
Людмила Іванникова — авторка понад 300 наукових і науково-популярних статей з питань дослідження народознавства й релігії, рецензій, фольклорних та археографічних публікацій, поетичних і прозових творів, нарисів, сценаріїв свят, методичних розробок уроків народознавства. Серед них збірки:
- «Календарно-обрядові пісні» (1987),
- «Український сонник» (1991),
- «Повір'я» (1992),
- «Українські міфи, демонологія, легенди» (1992, 88 легенд),
- «Колядки, щедрівки, вертепи» (2002, 2004),
- «Народний сонник» (2005),
- «Колядки та щедрівки» (2005),
- «Красна весна, тихе літо» (2007),
- «Лідія Орел: Українське Полісся» (2010) тощо.

Роботи авторки друкувались у наукових збірниках, енциклопедіях, фахових виданнях, серед них: «Народна творчість та етнографія», «Народознавчі зошити», «Матеріали до української етнології», «Література, фольклор. Проблеми поетики», «Міфологія та фольклор», «Українська мова і література в школі», «Мистецтво. Освіта», «Розбудова держави», «Монастирський острів», «Український церковно-історичний журнал».
Людмила Іванникова за 30 років практичної роботи здійснила повний історико-етнографічний опис рідного села Губча. Частина цих матеріалів зберігається в наукових архівних фондах ІМФЕ НАН України.

## Наукові праці
- Стаття Людмили Іваннікової «Перша Пречиста» /Сайт НАН України/